# 尊胜寺 (五台)
尊胜寺、又称翠岩山院、善住阁院、真容禅院，位于山西五台县东北20公里的茹村乡北湾子村东，蒋坊乡西峡村村南,为五台山南门道上的巨刹，号称“五峰咽喉”。昔日信徒和游人徒步登五台山，都经过此地。寺名是因《佛顶尊胜陀罗尼经》而命名。已列为全国重点文物保护单位。

## 历史
尊胜寺创建于唐朝。相传唐高宗凤仪元年（676年），印度僧人佛陀波利在泗阳岭的翠岩山院拜见文殊菩萨。弘道元年（683年），波利带《佛顶尊胜陀罗尼经》再来长安，唐高宗准许波利，于次年扩建泗阳岭的翠岩山院，名为“善住阁院”。北宋天圣四年（1026年）重修，改为真容禅院。明万历十九年（1591年）改为尊胜寺。民国初期藏峰岩公重建，确定现存规制。后毁于文化大革命。1986年重建，为典型汉传佛教寺庙建筑风格。

## 建筑
尊胜寺依山而建，自南向北缓缓抬升，结束于最北端的万藏塔。寺庙规模颇大，七进院落，依次为天王殿、大雄宝殿、三世佛殿、藏经楼、三皇三圣洞、五文殊殿、以及万藏塔。
东跨院中有两座石经幢，一座为北宋天圣四年（1026年）所造，名为“佛顶尊胜陀罗尼经之幢”；另一座为民国仿宋代风格建造。

## 保护
2019年10月7日，五台山尊胜寺公布为第八批全国重点文物保护单位，编号8-0259-3-062。